# Joe Quijano
José Quijano Esteras (San Juan, 27 de septiembre de 1935-San Juan, 4 de abril de 2019) fue un cantautor, músico y director de orquesta puertorriqueño.

## Biografía

### Inicios musicales
Nació en San Juan. Desde su niñez se radicó a Nueva York. Inició con piano y el solfeo en la academia en Manhattan. Hizo sus estudios en la Columbia University. En 1948 se inició en la música uniéndose, en calidad de bongocero, al quinteto The Mamboys From Banana Kelly Street, en el Bronx. Aquella formación, encabezada por los también adolescentes Eddie Palmieri y Orlando Marín, llegó a grabar un disco sencillo que recogía las piezas “Abaniquito” y “La toalla”.

### Conjunto Cachana
En 1956 fundó su propia agrupación, el Conjunto Cachana. El nombre con que bautizó a su famoso conjunto, correspondía entonces al apodo familiar de su tío Nicasio Quijano, a quien se le acredita haber fundado la Asociación de Muelleros de Puerto Rico a principios de la década de 1930. En Cachana, Quijano tuvo como vocalista a Paquito Guzmán. En este grupo se estrenó oficialmente como timbalero. Aunque rápidamente comenzó a recorrer los salones de baile más concurridos de la plaza neoyorkina, no sería hasta fines de 1959 cuando grabó por primera vez. El primer disco sencillo (A&M Records) incluyó los temas “Pachanga en changa” y “Rumba en Navidad”.
En 1960, la compañía Columbia le editó su primer LP, que se convertiría en clásico: “La pachanga se baila así”. Pero antes de firmar contrato con la famosa compañía discográfica en 1960, Joe Quijano se había comprometido a grabar algunos discos con la etiqueta Spanoramic. El dilema se resolvió de la siguiente manera: en las grabaciones para este sello, el grupo se identificaría como Conjunto Cachana, mientras que en las realizadas para la Columbia se presentaría como Joe Quijano y su Orquesta. Sin embargo, cuando visitó Puerto Rico en 1963, se le promocionó como Orquesta Pachanga Charanga. Le correspondió el mérito de haber llevado al disco el guaguancó “Efectivamente”, incluido en el LP “Volví a Cataño” (Spanoramic, SLP-142), editado en 1965. Esa fue la primera pieza que el público escuchó del por aquel entonces desconocido compositor Tite Curet Alonso. Igualmente dirigió la sección rítmica en las cinco producciones discográficas que Eydie Gormé grabara acompañada por el Trío Los Panchos para la Columbia Records (1964-1965).

### Cesta Records
En 1967 fundó su propio sello discográfico, Cesta Records. Realizó una prolongada temporada de actuaciones en San Juan, trabajando en el Siboney Lounge del Hotel San Jerónimo Hilton (hoy Condado Plaza); Chico’s Bar del Hotel San Juan (1969-1970); salones de baile de los hoteles Borinquen e Hyatt (1970-1973); e inaugurando su Joe Quijano’s Lounge en El Palmar en 1973, que mantuvo hasta 1977. Ejerció el cargo de director de Relaciones Públicas de la Agencia para la Rehabilitación de Adictos a Drogas (LUCHA) en New York en la transición entre las décadas de 1970 y 1980. Y actuó junto a Charlie Palmieri en el Club Caribe, del Hotel Caribe Hilton.

### Accidente de moto
En 1992 sufrió un accidente de motocicleta en el sector Piñones, de Isla Verde, que le afectó la espina dorsal y del cual, tras seis intervenciones quirúrgicas, no lograría recuperarse totalmente. Desde entonces, caminó apoyado, por un bastón y concentrando su actividad en la producción de eventos de bailes de nostalgia y en la reedición de sus discos en formato compacto. Aun así realizó una exitosa gira por ocho ciudades de Colombia en 1996. Y en el año 2000 organizó una recreación de la Charanga Cachana, frente a la que debutó en el Hotel Normandie, en San Juan, el 31 de octubre. En ese momento, integraron el grupo: Héctor «Tempo» Alomar, Harry Fraticelli, Chavela Méndez y Eddie Perales; Manolo Navarro; Israel «Izzy» Feliú (bajista); Monchito Muñoz; Carlos Betancourt, Carlos Gómez y Ricardo Dávila.